# Łańcuch wysp
Łańcuch wysp – archipelag składający się z wysp ułożonych obok siebie. Łańcuch wysp bywa np. najwyższą częścią grzbietu podmorskiego (np. Grzbietu Hawajskiego, wiązanego z istnieniem pod rosnącą płytą pacyficzną niemal nieruchomej plamy gorąca) lub zatopionego pasma górskiego (przykładem takich wysp są Andamany i Nikobary, które ukształtowały się w strefie subdukcji płyty oceanicznej). 
Łańcuchy wysp są często zlokalizowane wzdłuż wybrzeży kontynentów. Powstają np. w wyniku procesów orogenezy związanej z tektoniką płyt lub wskutek sedymentacji osadów w miejscach o małej energii fal (wyspy barierowe, np. Sea Islands).